# Sutari
Sutari – polski folkowy zespół muzyczny.

## Historia zespołu
Zespół powstał pod koniec 2011. Nazwa pochodzi od słowa „sutartinės”, czyli rodzaju tradycyjnych litewskich pieśni polifonicznych. 
Do wiosny 2020 tworzyło w składzie Basia Songin, Kasia Kapela i Zosia Zembrzuska. W latach 2020–2021 do zespołu dołączyła Asia Kurzyńska, z którą Sutari nagrało muzyczny dyptyk Maya - Mara. Od 2022 zespół współtworzy Dobromiła Życzyńska. 

## Skład
- Barbara Songin – śpiew, bęben obręczowy, basetla, perkusjonalia, instrumenty codzienne
- Katarzyna Kapela – śpiew, skrzypce, perkusjonalia, instrumenty codzienne
- Dobromiła Życzyńska – śpiew, skrzypce, bębny, instrumenty perkusyjne

## Nagrody i wyróżnienia
- II nagroda i Nagroda Publiczności na warszawskiej „Nowej Tradycji” (2012)[3]
- I nagroda i Nagroda Publiczności na „Mikołajkach Folkowych” w Lublinie (2012)[3]
- III nagroda Folkowego Fonogramu Roku 2014 Radiowej Dwójki (2014)[4]

## Dyskografia
- 2014 – Wiano
- 2017 – Osty
- 2020 – Siostry Rzeki
- 2022 – Tamoj (Sutari & Bastarda)
- 2024 – #kołysankidlaświata